# Basileios II (bysantinsk kejsare)

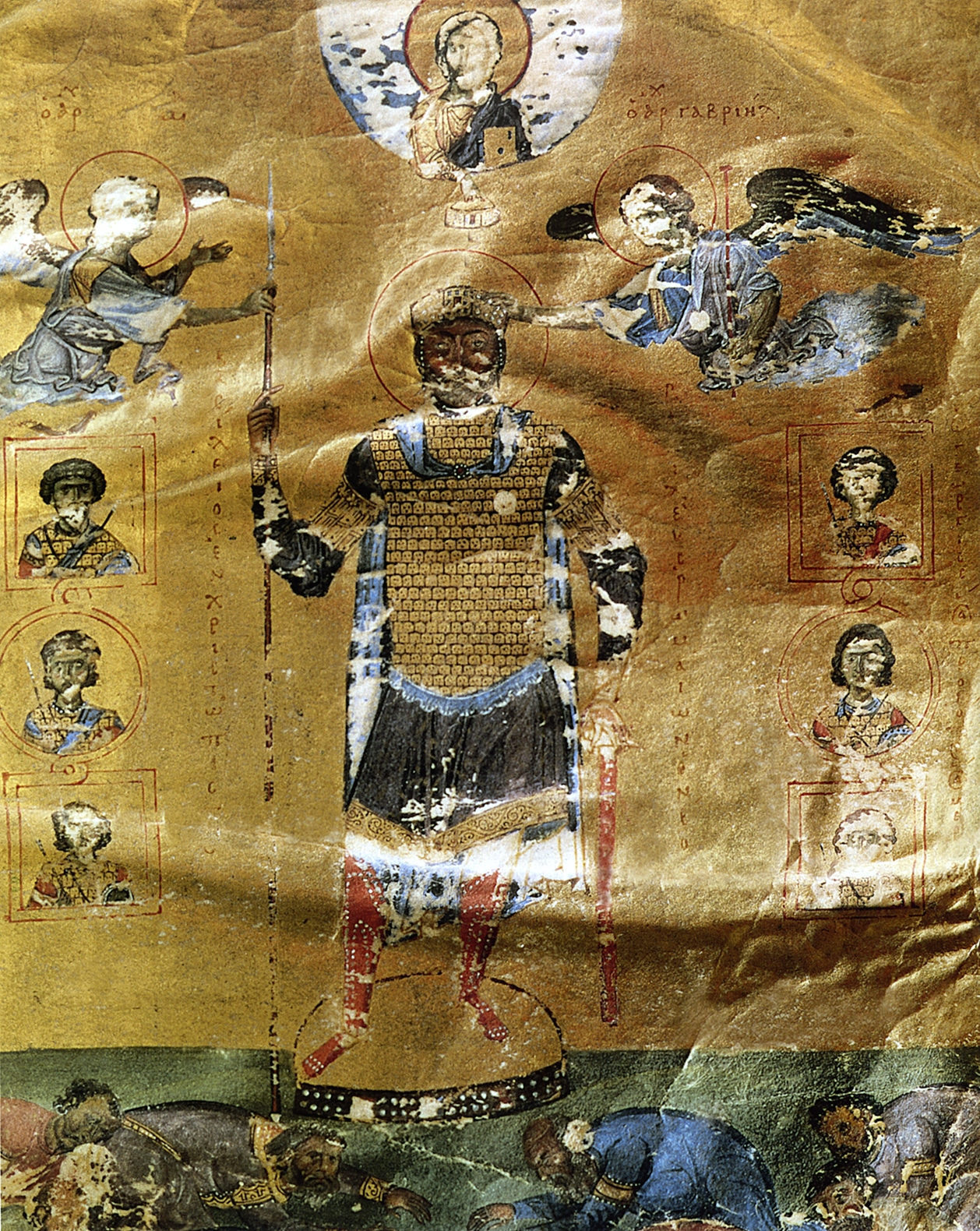
Basileios II, illumination från 1000-talet. Nedre bilden, från Skylitzes krönika, föreställer Basileios II i ett fältslag mot georgiska trupper.

Basileios II "Bulgarslaktaren" (grekiska: Βασίλειος Β, Βουλγαροκτόνος), född 958, död 5 december 1025, var bysantinsk kejsare från 10 januari 976 till sin död. 
Basileios var son till kejsar Romanos II och Theofano, och blev vid faderns död 963 nominell regent, och tillträdde 976 regeringsmakten. Fram till 988 var brodern Konstantinus hans medkejsare. Han genomförde en betydande reduktion av de bysantinska stormännens domäner i Mindre Asien, varigenom den bysantinska adelns makt väsentligt minskades. Han inledde 990 ett krig mot Bulgarien, som efter flera decennier av växlande krigslycka blev underkuvat 1018. Han vände sig därefter mot Armenien, och tvingade redan 1021 det armeniska riket Vaspurahan till underkastelse, liksom ett antal mindre muslimska emirat. Bagratiderriket tvingades att träda i vasallförhållande till Bysans.
Han slöt bland annat fördrag med den ryske furst Vladimir I av Kiev. Basileios lär ha varit mycket grym och sägs ha stuckit ut ögonen på 14 000 bulgariska fångar efter slaget vid Kleidion den 29 juli 1014. Tillnamnet Bulgaroktonos betyder "bulgardödare".